# Doubravský okruh
Doubravský okruh je naučná stezka, která vede Boskovicemi a nejbližším okolím. Její celková délka činí cca 7,1 km, ovšem nenachází se na ní žádné zastavení.

## Vedení trasy
Trasa začíná v Boskovicích na Masarykově náměstí, odkud vede ulicí Úzká, přes silnici II/150, a dále ulicí 17. listopadu, doprava ulicí Hybešova a nedaleko katastrálního úřadu a naproti evangelickému kostelu odbočuje doleva ulicí Svatopluka Čecha a alejí Svatopluka Čecha ke hřbitovu. Od hřbitova pokračuje k Western Parku Boskovice a po lesní cestě dále k VN Boskovice, kde se po žluté turistické značce stáčí zpátky k Boskovicím. Po lesní cestě se dostává nejprve k arboretu Šmelcovna v místní části Šmelcovna a dále do Boskovice, kam přichází Bělskou ulicí. Po Bělské pokračuje až k jejímu vyústění do Dukelské ulice a následně vede Sušilovou ulicí, okolo Muzea Boskovicka na Masarykovo náměstí. 